# Hot Chip

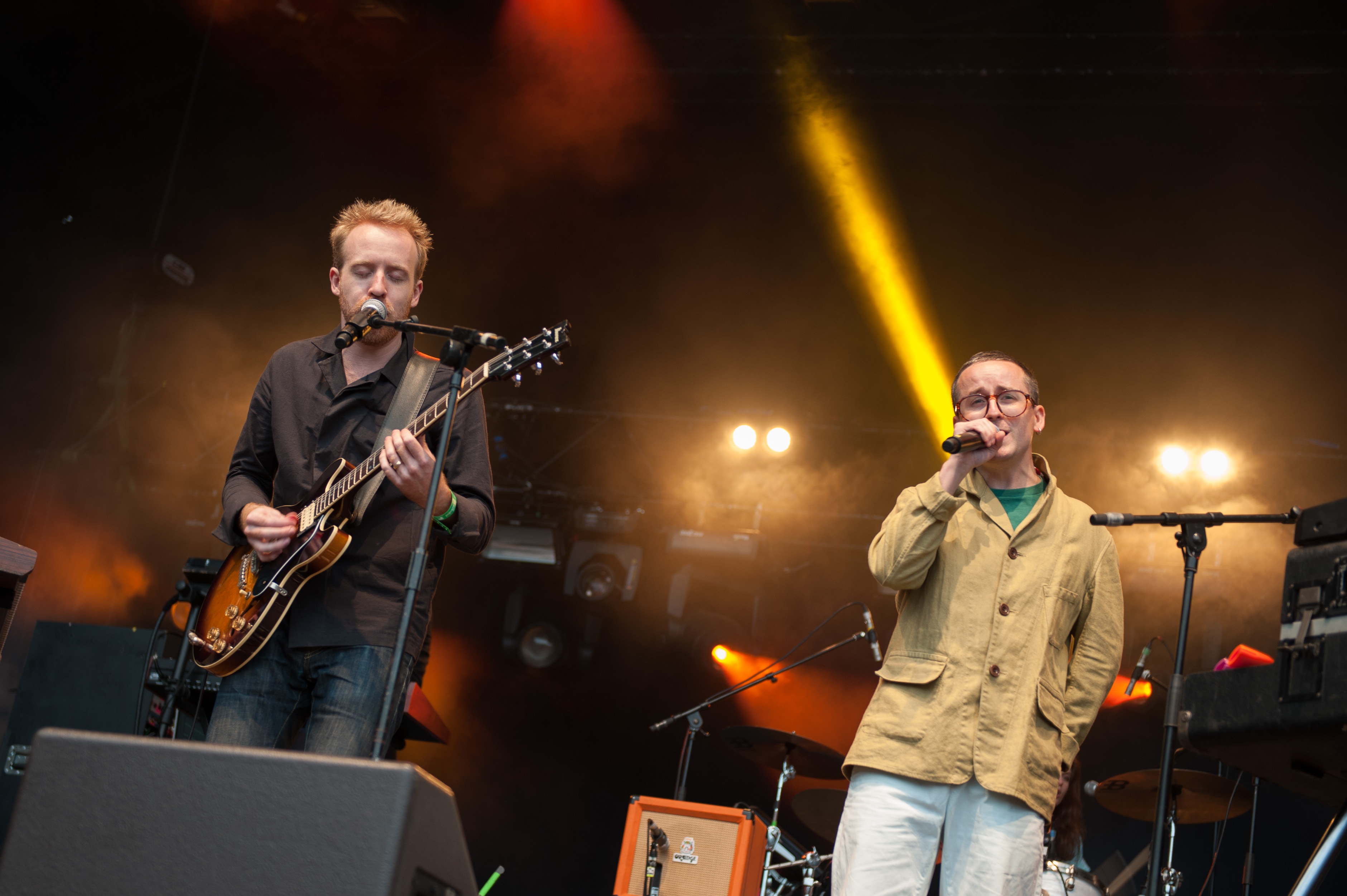
Al Doyle y Alexis Taylor en Popaganda Music Festival 2013 en Estocolmo

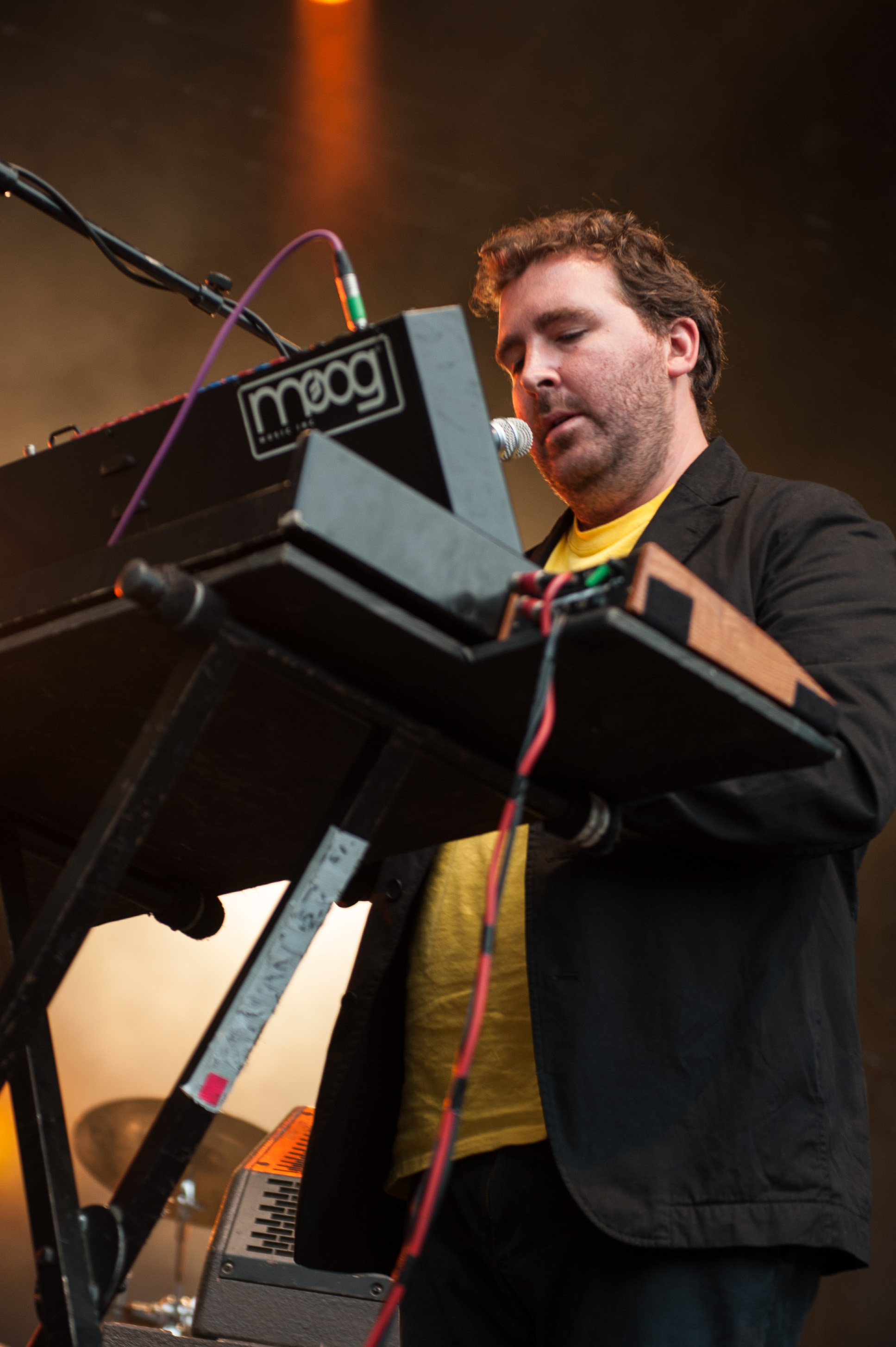
Joe Goddard en Popaganda Music Festival 2013 in Estocolmo, Suecia

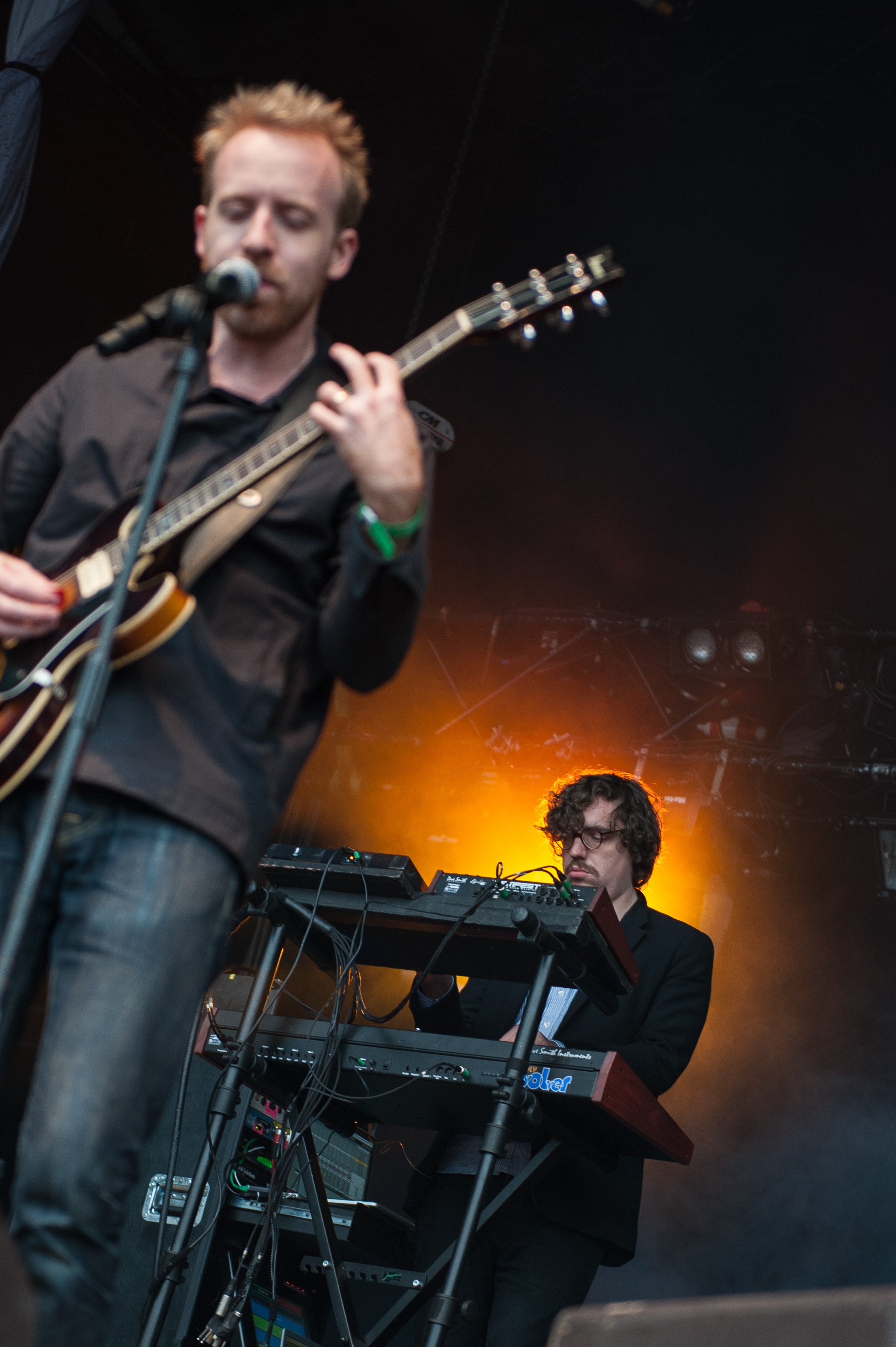
Al Doyle y Felix Martin en Popaganda Music Festival 2013 en Estocolmo, Suecia

Hot Chip es una banda británica de indietronica. Tiene seis álbumes en el mercado: Coming on Strong, The Warning, Made in the Dark, One Life Stand, In Our Heads y Why Make Sense?.

## Historia
La banda se formó en el año 2000 a raíz de varios trabajos realizados previamente entre dos de sus miembros, Alexis Taylor y Joe Goddard. El 2003 los miembros colaboradores Owen Clarke, Felix Martin y después Al Doyle pasaron a ser miembros oficiales. Tras autoeditarse varios álbumes, ese mismo año, firmaron con la discográfica inglesa Moshi Moshi, con la que sacaron su primer álbum, de nombre Coming on strong, en 2004. James Murphy, líder de LCD Soundsystem, se interesó en ellos y los contrató para su discográfica DFA Records en Estados Unidos.
Un año después firmaron con la discográfica EMI para Reino Unido y su segundo álbum, The warning, generaría bastante más repercusión. Su sencillo "Over and over" sería considerado como Canción del Año 2006 por la revista musical británica NME. Su siguiente álbum, Made in the dark, salió a la venta el 4 de febrero de 2008 y su primer sencillo "Ready for the floor" alcanzó buenas posiciones en el UK singles chart.
En 2010 publicaron su cuarto álbum de estudio, One Life Stand, a la venta desde el 9 de febrero.
El grupo también destaca por sus actuaciones en vivo y sus remixes de otros temas. En España el grupo ha actuado en festivales como el Sónar o el FIB. En el mes de abril de 2010, se conoce un remix de la canción She Wolf, de la conocida mundialmente cantante de música latina: Shakira. La banda realizó una mezcla para la BBC de Londres y muchos críticos incluso llegaron a afirmar que esta versión era mucho mejor que la original, aunque otros coinciden que la cantautora colombiana y la banda tienen toques diferentes, que hacen únicas la misma canción.
El 1 de marzo de 2012, Hot Chip anunció que su nuevo álbum autoproducido In Our Heads sería lanzado el 11 de junio del mismo año. Como adelanto a este publicaron el videoclip de su primer sencillo Night And Day. In Our Heads fue lanzado por el sello Domino, e incluye el regreso del percusionista Rob Smoughton, conocido también como Grovesnor, quién se había alejado en 2010.
Why Make Sense? su sexto álbum de estudio se lanzó en mayo de 2015 a través de Domino Records. Fue coproducido por los miembros de la banda junto al productor británico Mark Ralph.

## Miembros
- Alexis Taylor – voz, sintetizador, guitarra, percusión, piano.
- Joe Goddard – voz, sintetizador, percusión (También en The 2 Bears).
- Owen Clarke – guitarra, bajo, sintetizador, percusión.
- Al Doyle – guitarra, coros, sintetizador, percusión, bajo, fliscorno, acero (También tocó guitarra, bajo, sintetizadores y percusión para LCD Soundsystem).
- Felix Martin – caja de ritmos, sintetizador, programador.

## Discografía

### Álbumes de estudio
- 2004: Coming on Strong.
- 2006: The Warning.
- 2008: Made in the Dark.
- 2010: One Life Stand.[2]
- 2012: In Our Heads
- 2015: Why Make Sense?
- 2019: A Bath Full of Ecstasy
- 2022: Freakout/Release

### Sencillos y EP
- 2000: Mexico EP (CD)
- 2002: Sanfrandisco E-Pee (CD-R only EP)
- 2003: Down with Prince (12" only EP)
- 2004: "Hittin' Skittles/Back to the Future" (limited 7")
- 2005: The Barbarian EP (12")
- 2007: Live Session (iTunes Exclusive) - EP (iTunes-only download)
- 2007: "My Piano" (12", download)
- 2008: "Hold On"/"Touch Too Much" (Remix 12")
- 2008: "Forget My Name" (con Jesse Rose)
- 2008: "Hot Chip with Robert Wyatt and Geese" (CD)
  - Made In The Dark
  - Whistle For Will
  - We're Looking For A Lot Of Love (Remixed By Geese)
  - One Pure Thought (Remixed By Geese)
- 2009: "Take It In"
- 2010: "We Have Remixes"
  - We Have Love (Hot City Remix)
  - Hand Me Down Your Love (Todd Edwards Micro Chip Remix)
  - Brothers (Caribou Remix)
  - Hand Me Down Your Love (Wild Geese Remix)
  - Take It In (Osborne Remix)
- 2010: Hot Chip, Bernard Sumner & Hot City – "Didn't Know What Love Was" [Converse]
- 2012: "Flutes"
- 2015: "Dancing in the Dark"
- 2022: "Eleanor"

### Sencillos en listas
| Año  | Título                  | Mejor posición en listas | Mejor posición en listas | Mejor posición en listas | Álbum            |
| Año  | Título                  | UK                       | IRL                      | AUT                      | Álbum            |
| ---- | ----------------------- | ------------------------ | ------------------------ | ------------------------ | ---------------- |
| 2004 | «Playboy»               | 102                      | —                        | —                        | Coming On Strong |
| 2006 | «Over and Over»         | 27                       | 44                       | —                        | The Warning      |
| 2006 | «Boy from School»       | 40                       | —                        | —                        | The Warning      |
| 2006 | «Colours»               | —                        | —                        | —                        | The Warning      |
| 2007 | «Shake a Fist»          | —                        | —                        | —                        | Made in the Dark |
| 2008 | «Ready for the Floor»   | 6                        | 22                       | 73                       | Made in the Dark |
| 2008 | «One Pure Thought»      | 53                       | —                        | —                        | Made in the Dark |
| 2010 | «One Life Stand»        | 41                       | —                        | —                        | One Life Stand   |
| 2010 | «I Feel Better»         | 115                      | —                        | —                        | One Life Stand   |
| 2012 | «Night and Day»         | —                        | —                        | —                        | In Our Heads     |
| 2012 | «Look at Where We Are»  | —                        | —                        | —                        | In Our Heads     |
| 2012 | «How Do You Do?»        | —                        | —                        | —                        | In Our Heads     |
| 2012 | «Don't Deny Your Heart» | —                        | —                        | —                        | In Our Heads     |
| 2015 | «Huarache Lights»       | —                        | —                        | —                        | Why Make Sense?  |
| 2015 | «Need You Now»          | —                        | —                        | —                        | Why Make Sense?  |
| 2015 | «Started Right»         | —                        | —                        | —                        | Why Make Sense?  |